# John Ball (puritein)
John Ball (Cassington, Oxfordshire, oktober 1585 - 20 oktober 1640) was een Anglicaans Engels puriteins theoloog en predikant. 
Hij schreef twee catechetische werken. Hij startte een gedetailleerde discussie over de betekenis van de bijbelse termen voor verbond en concludeerde dat het verbond in de Bijbel verschillend gebruikt wordt. Dit was van belang voor de discussie in zijn dagen tussen de coccejanen en voetianen.  